# Callantsoog
Callantsoog è una località dei Paesi Bassi, facente parte del comune di Zijpe, nella provincia dell'Olanda Settentrionale. Si trova a 13 km a sud di Den Helder.
Fino al 1990 Callantsoog era un comune, la cui area è adesso parte delle municipalità di Zijpe, Den Helder, e Anna Paulowna.
Callantsoog è una delle più vecchie residenze estive, ed ha la più vecchia spiaggia nudista dei Paesi Bassi, risalente al 1973. È una spiaggia sabbiosa 1,5 km a sud del paese.
Nel 2001 la cittadina di Callantsoog aveva 1 956 abitanti, 899 abitazioni, su di un'area costruita di 0,58 km².
L'area statistica "Callantsoog" è più grande, include anche i villaggi di Groote Keeten e Abbestede a nord di Callantsoog, per un totale di 2 580 abitanti.